# Liliana (nombre)
Liliana (la que es pura) es un nombre de pila español de mujer, derivado del latín. Se usa en gran parte de Europa y América, aunque es más común en italiano, español y portugués.Se le puede llamar Lili, lola o li.

## Origen y difusión
El nombre deriva de lirio (lilium en latín). Dado que esta flor se vincula a la pureza, el nombre alude a esta virtud en su portadora. En inglés y demás lenguas germánicas. se suele escribir Lillian o Lilian, en esloveno y croata como Ljiljana., mientras que en serbocroata con caracteres cirílicos como Љиљана (Lilana). 
En Inglaterra el uso de este nombre está atestiguado desde el siglo XVI, aunque su difusión se inició solo hasta el siglo XIX. En Italia, sin embargo, es una introducción relativamente reciente en el Centro-Norte, mientras que es raro en el Sur de la península.
A veces aparece con el hipocorístico Lili, Lila y, más raramente, Li.

## Personas
Liliana puede referirse a:
- Liliana Scarlett Arizmendi, es una chica hermosa
- Liliana Abud, actriz mexicana
- Liliana Allen atleta cubana, que compite por México
- Liliana Ayalde, exembajador de Estados Unidos en Brasil
- Liliana Castro, actriz brasileña
- Liliana Cavani, directora de cine y guionista italiana
- Liliana Díaz Mindurry, escritora argentina
- Liliana Delfino, militante argentina desaparecida
- Liliana Domínguez, modelo mexicana
- Liliana Fellner, política argentina
- Liliana Gafencu, medallista olímpica rumana
- Liliana Heker, escritora argentina
- Liliana Lozano, actriz y reina de belleza colombiana
- Liliana Mayo, psicóloga y profesora peruana
- Liliana Mumy, actriz estadounidense
- Liliana Năstase, atleta rumana
- Liliana Negre de Alonso, política argentina
- Liliana Olivero, miembro de la legislatura provincial en la Provincia de Córdoba, Argentina
- Liliana Porter, artista contemporánea de Buenos Aires, Argentina
- Liliana Ronchetti, jugadora de baloncesto italiana
- Lilian García, cantante estadounidense y anunciadora del boxeo;
- Lillian Gish, (1893-1993), actriz estadounidense;
- Lillian Hellman, (1905-1984), dramaturga estadounidense;
- Lillian Hoban, (1925-1998), actriz estadounidense;
- Lilian Lee, autora de origen chino;
- Lilian Mercedes Letona (1954-1983), guerrillera salvadoreña;
- Lillian Roth (cantante)
- Lillian Smith (autora) (1897-1966), estadounidense;

## Variantes
- Véase también: Todas las páginas que comienzan por «Lilian».
- Véase también: Todas las páginas que comienzan por «Lillian».

### Lilian

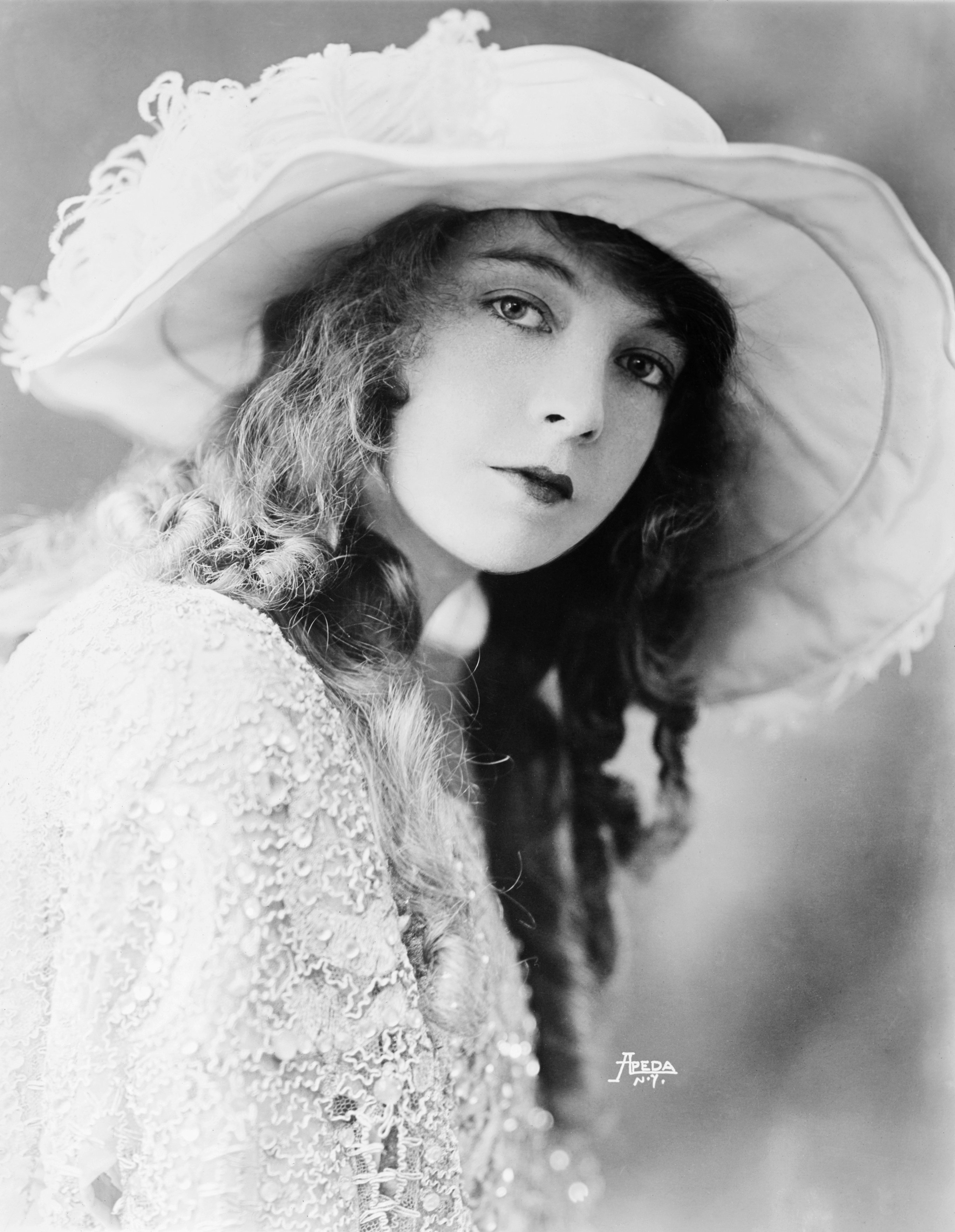
Lillian Gish

- Lillian GishLilian de Suecia, duquesa de Halland
- Lilian Baylis, productora teatral y mánager inglesa
- Lilian Bond, actriz inglesa
- Lilian Harvey, actriz y cantante británica naturalizada alemana
- Lilian Jackson Braun, escritora estadounidense
- Lilian Ngoyi, activista y política sudafricana

### Lillian
- Lillian Albertson, actriz y productora cinematográfica estadounidense
- Lillian Copeland, deportista estadounidense
- Lillian Gish, actriz estadounidense
- Lillian Hellman, escritora y dramaturga estadounidense
- Lillian Moller Gilbreth, ingeniera y psicóloga estadounidense
- Lilyan TashmanLillian Palmer, atleta canadiense

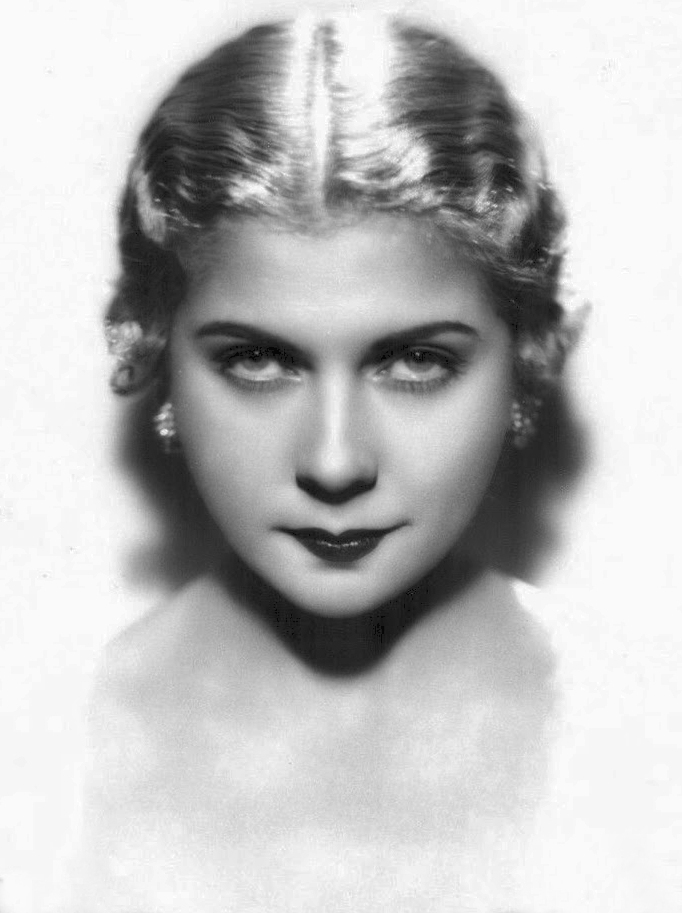
Lilyan Tashman

- Lillian Randolph, actriz y cantante estadounidense
- Lillian Russell, soprano y actriz estadounidense

### Otras variantes
- Liliane Bettencourt, emprendedora francesa
- Lilyan Chauvin, actriz, cineasta y productora cinematográfica estadounidense
- Lilián García, cantante estadounidense
- Lilyan Tashman, actriz estadounidense

## Onomástica
Se suele celebrar el 5 de noviembre, en recuerdo de Isabel, madre de San Juan Bautista; algunas fuentes le asocian a santa Liliosa, virgen y mártir, conmemorada el 27 de julio.

## El nombre en las artes
- Lilian Hale es un personaje de la serie a cómics y animada W.I.T.C.H.
- Lillian Raines es un personaje de la soap opera Guiding Light